# Jean-Jacques Naudet
Pour les articles homonymes, voir Naudet.
Jean-Jacques Naudet (né à Paris en 1945) est un journaliste et un iconographe français, directeur de publication de L'Œil de la photographie, quotidien en ligne consacré à la photographie.

## Biographie
Il est le rédacteur en chef du magazine français Photo de 1976 à 1988, et publie massivement les photos de David Hamilton. 
Il est correspondant du groupe Hachette-Filipacchi aux États-Unis.
Il a intégré le jury du festival Planche(s) Contact dès sa création, en 2010 et co-fonde la même année le site Internet Le Journal de la Photographie qui ferme en 2013,.

## Vie personnelle
Il a deux fils, Jules Naudet et Gédéon Naudet, qui grâce au document unique tourné le matin des Attentats du 11 septembre 2001, ont réalisé New York : 11 septembre, primé par deux Emmy Awards en 2002.

## Publications
- Marilyn, Paris, éditions Assouline, coll. « Mémoires de stars », 1999, 78 p. (ISBN 978-2-84323-085-1).
- Portraits du XXe siècle - 200 personnalités qui ont marqué leur époque (avec Barbara Cady), éditions Ullmann, 1999, 416 pages  (ISBN 9783829014168).
- Marlène Dietrich, éditions Thames & Hudson, 2001, 320 pages  (ISBN 978-0500283172).